# Kokossin-Nabikomé
Ne doit pas être confondu avec Kokossé-Tandaga.
Kokossin-Nabikomé  est une localité située dans le département de Yargo de la province du Kouritenga dans la région Centre-Est au Burkina Faso.

## Santé et éducation
Le centre de soins le plus proche de Kokossin-Nabikomé est le centre de santé et de promotion sociale (CSPS) de Yargo tandis que le centre médical avec antenne chirurgicale (CMA) se trouve à Koupéla.
Le village possède un centre de formation.